# Ørum (Djurs)
 For alternative betydninger, se Ørum. (Se også artikler, som begynder med Ørum)
Ørum er en lille by på Djursland med 692 indbyggere  (2024). Ørum er beliggende fire kilometer øst for Ramten. Fra Randers er der 44 kilometer mod øst til Ørum og fra Grenaa er der 12 kilometer mod vest til byen.
Byen ligger i Region Midtjylland og hører under Norddjurs Kommune. Ørum er beliggende i Ørum Sogn.
Ørum Kirke ligger i byen.